# نيك بيل (مبارز بالسيف)
نيك بيل (بالإنجليزية: Nick Bell)‏ هو مبارز بالسيف بريطاني، ولد في 5 سبتمبر 1950 في غلدفورد في المملكة المتحدة.

## وصلات خارجية
- نيك بيل على موقع أوليمبيديا (الإنجليزية)